# Paul de Mathies

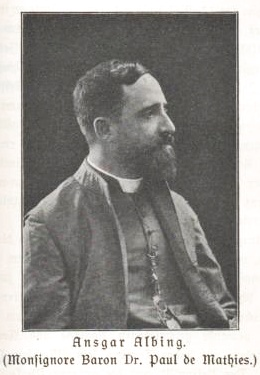
Paul de Mathies, alias Ansgar Albing

Paul de Mathies, Autorenpseudonym Ansgar Albing (* 12. Mai 1868 in Hamburg; † 13. Mai 1924 in Tunis) war ein katholischer Priester und deutscher Schriftsteller, der in den römischen Adelsstand erhoben wurde.

## Biografie
Er wurde bürgerlich geboren und war der Sohn des Hamburger Großreeders Ludwig Friedrich Mathies (1825–1898), großherzoglich toskanischer und königlich portugiesischen Generalkonsul, sowie dessen zweiter Gattin Helene geb. Böhrt (1831–1872). Die väterliche Reederei zählte zu den bedeutendsten der Stadt und führte eine eigene Schiffsflagge mit einem großen „M“.
Paul Mathies legte zu Ostern 1888 das Abitur am Wilhelm-Gymnasium ab. Danach besuchte er als Jurastudent die Universitäten von Heidelberg, Berlin, Genf und Straßburg. 1890 konvertierte er zur katholischen Kirche, trat in den Jesuitenorden ein und studierte in England sowie in Holland Philosophie bzw. Theologie. Danach unterrichtete Mathies drei Jahre lang klassische Sprachen an ordenseigenen Schulen Nordamerikas, musste diese Stellung aber krankheitsbedingt aufgeben und begab sich zur Genesung in den Mittelmeerraum (Palästina, Ägypten. Griechenland und Italien). 1898 trat er aus dem Jesuitenorden aus.
1901 wurde Paul Mathies von Papst Leo XIII. in den römischen Adelsstand erhoben, ab welchem Zeitpunkt er sich Baron Paul de Mathies nannte. 1902 avancierte er zum diensttuenden päpstlichen Kammerherrn, 1906 erhielt Mathies in Rom die Priesterweihe.
Als Priester wirkte er zunächst in Cincinnati an der St. Pauls Kirche, dann in Florenz und schließlich in Österreich. Dabei betätigte er sich auch im diplomatischen Auftrag des Vatikans.
1910 erließ Papst Pius X. zum Jubiläum der Heiligsprechung von Karl Borromäus die Enzyklika Editiae saepe, in der er in Bezug auf die Fürsten, welche im 16. Jahrhundert die Reformation unterstützten, das Schriftwort des Hl. Paulus gebrauchte (Philipperbrief 3, 18.19): „… stolze und rebellische Menschen, Feinde des Kreuzes Christi, irdisch gesinnt, deren Gott der Bauch ist.“ Dies löste in Deutschland einen Sturm der Entrüstung aus und selbst der katholische König von Sachsen sandte ein Protestschreiben in den Vatikan, woraufhin sich der Papst entschuldigte, die weitere Verbreitung des Schreibens in Deutschland unterband und klarstellte, dass er damit keineswegs die Nichtkatholiken dort habe beleidigen wollen, ganz besonders nicht deren Herrscher. Paul de Mathies verteidigte den Pontifex in seiner Broschüre Wir Katholiken und unsere Gegner und schrieb darin über den sächsischen König: „Für die Geschichtsschreiber zur Zeit Pius XX. oder Leo XXIII. müsste es dereinst einmal zum Totlachen sein, dass ein Duodezfürst, der über noch nicht 15.000 Kilometerquadrate Kulturboden regiert, dem Papst einen Protestbrief schreibt.“ Dies führte zu einem neuerlichen, heftigen Meinungsstreit in den Zeitungen, der u. a. von der Münchner Illustrierten Jugend und der Vossischen Zeitung aufgegriffen wurde. Die Kölnische Zeitung schrieb: „Dieses im Herderschen Verlag erschienene Buch ist wohl das unerfreulichste und gehässigste Machwerk, das der ganze Streit um die Borromäus-Enzyklika zutage gebracht hat. Baron de Mathies ist Konvertit, aber keiner von denen, die auch dem Andersdenkenden die Achtung für ihren in schweren seelischen Kämpfen erworbenen neuen Standpunkt abzugewissen wissen. Nicht der milde versöhnliche Geist eines nach ernstem Kampfe zum inneren Seelenfrieden gelangten Menschen, sondern der zornig lieblose Eifer des Renegaten, der mit Feuer und Schwert zu vernichten sucht, was er früher verehrt hat, spricht aus jeder Zeile seines Buches Wir Katholiken und die - andern, das alles Licht und allen Glanz auf die eine und allen Schatten auf die andere nichtkatholische Seite wirft.“ Das Buch erinnere „in seinem Ton an die theologischen Streitschriften der Reformationszeit“.
Im selben Jahr berief der Basler Bischof Jakob Stammler den deutschen Priester zum Studentenseelsorger in Zürich, wo er bis 1918 blieb und von dem Jesuiten Paul de Chastonay (1870–1943) abgelöst wurde. In dieser Zeit war er eng verbunden mit dem „Verband Schweizerischer Katholischer Akademiker, Renaissance“, den er mit aufbaute. In einer Publikation über diese Vereinigung heißt es zu Paul de Mathies: „Von prekärer Gesundheit rieb er sich für die Studentenseelsorge förmlich auf.“ Anlässlich der 1914 erfolgten Kriegserklärung des Deutschen Reiches an Belgien, in Verletzung dessen Neutralität, legte der Geistliche seine deutsche Staatsbürgerschaft ab. Er schloss Freundschaft mit dem zum Katholizismus wieder zurückgekehrten Autor und Publizisten Hugo Ball, einem Pfälzer aus Pirmasens, welcher vorher den Dadaismus mitbegründet hatte. Paul de Mathies war an der Entstehung dessen Freier Zeitung beteiligt, für die er auch Artikel schrieb.
Im Herbst 1918 ging Mathies als Seelsorger nach Satigny bei Genf. Der Priester starb 1924 in Tunis, wohin er sich wieder aus Gesundheitsgründen begeben hatte. Er trug den Titel eines Päpstlichen Ehrenprälaten mit der Anrede „Monsignore“. Der Hamburger Senator Carl Mathies (1849–1906) war sein Cousin.

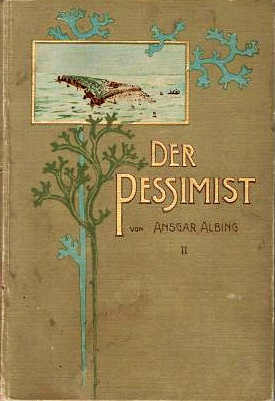
Buchcover 1899

## Schriftsteller
Paul de Mathies betätigte sich – oft unter seinem Pseudonym Ansgar Albing – als theologischer Fachautor und religiöser Unterhaltungsschriftsteller. Seine bekanntesten Werke waren 1898 „Moribus paternis“, eine zweibändige, öfter aufgelegte „Erzählung aus der modernen Hamburger Gesellschaft“, sowie 1899 der Roman „Der Pessimist“, beide publiziert im Herder Verlag Freiburg.